# Grupo E

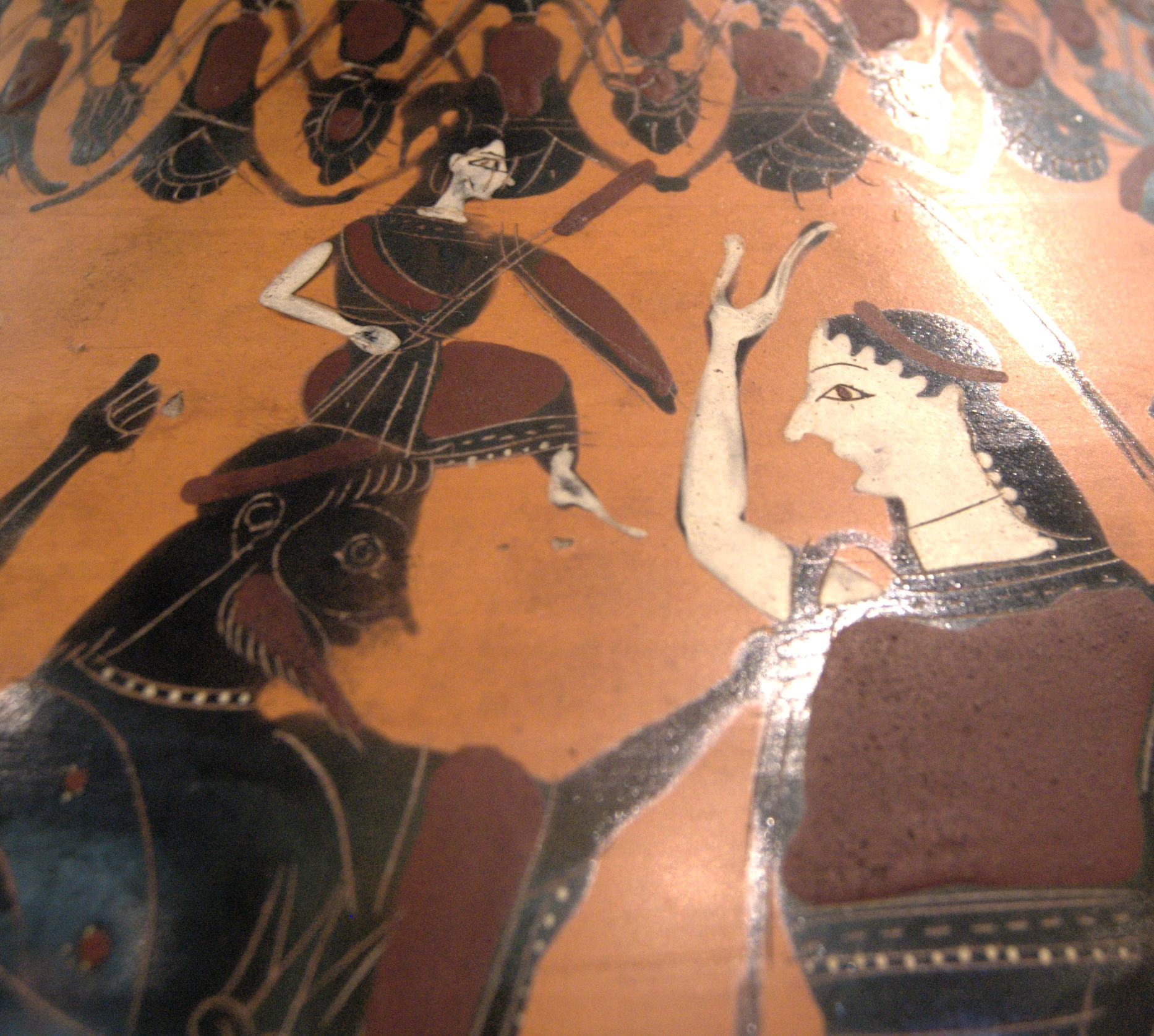
Atenea nace de la cabeza de Zeus, ánfora, tercer cuarto del, Louvre F 32.

El Grupo E era un grupo de pintores de vasos áticos del estilo de figuras negras. Estuvieron activos entre el 560 y el 540 a. C. Se les atribuye unos 100 vasos.
Su nombre se basa en la inicial del nombre de Exequias, que estilísticamente es bastante homogéneo. Es el terreno fértil del que surgió el arte de Exequias. Cronológicamente, el grupo es algo más temprano que la mayoría de los trabajos de Exequias. Aunque la mayoría de los vasos del Grupo E fueron pintados por el mismo pintor, varios artistas pertenecían a él. El Grupo E es considerado el grupo anónimo más significativo de pintores de vasos áticos, porque creó obras de alta calidad por un lado, y por otro abandonó la tradición artística establecida por Lido y los pintores asociados, explorando nuevas vías de expresión.

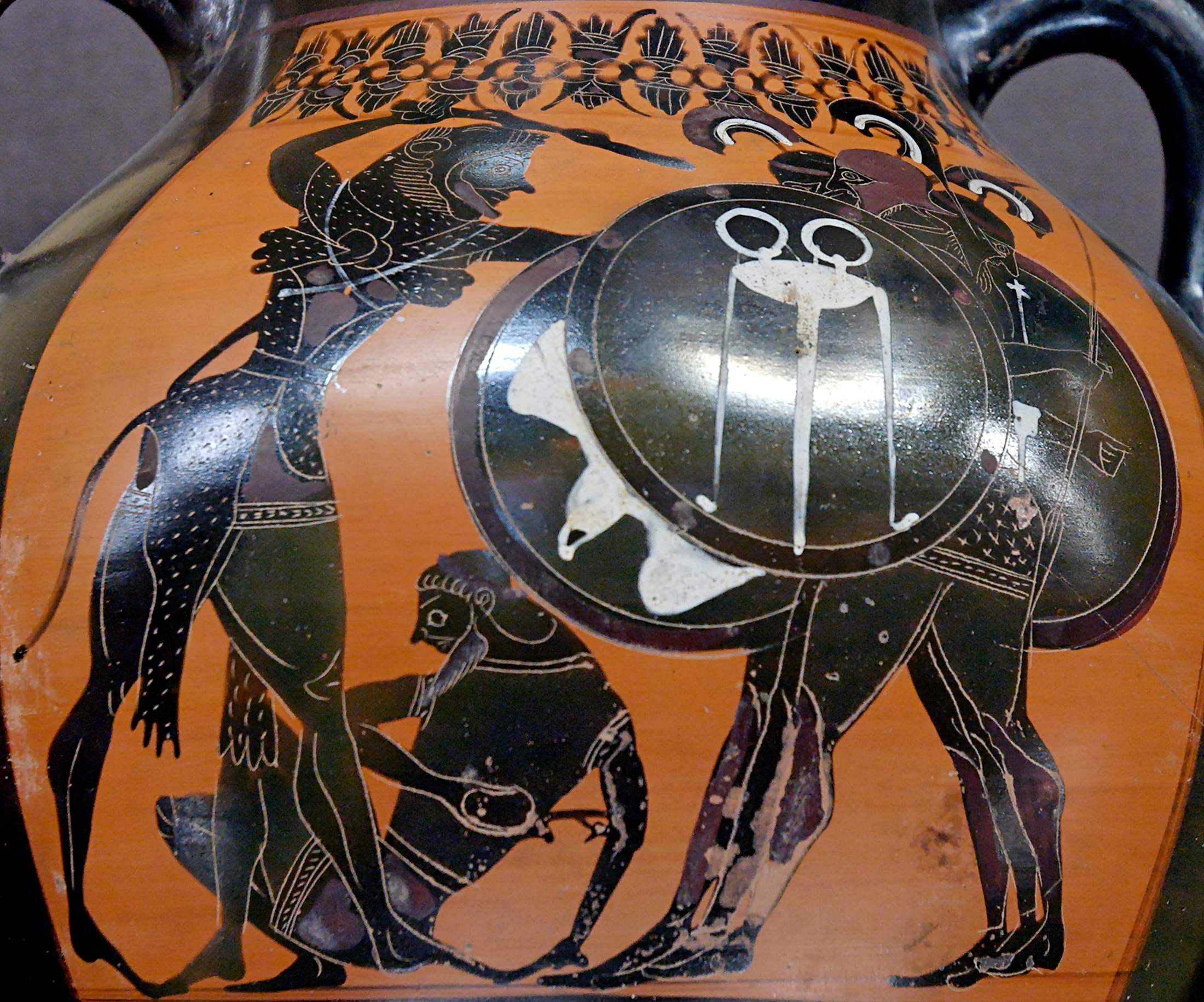
Heracles luchando contra Gerión, ánfora, circa 540 a. C., Louvre F 55.

La principal forma de vaso pintada por los artistas del grupo E era el ánfora panzuda del tipo A. Las formas más antiguas fueron abandonadas totalmente (por ejemplo, las ánforas de cuello ovoide) o en su mayor parte (por ejemplo, las cráteras de columnas). El grupo no pintó casi ningún tipo de recipiente pequeño. Introdujo una ánfora de cuello con asas ornamentadas. Antes de ser visiblemente activo como pintor por derecho propio, Exequias encapsuló dos de los vasos supervivientes pintadas por el grupo. Son los únicos vasos del Grupo E que llevan la firma de un alfarero. El estilo de las figuras del Grupo E, desprovisto de animales, no tiene la característica monumental de Exequias ni de Lido. Los temas mitológicos son muy repetitivos: Heracles con el León de Nemea o con Gerión, Teseo con el Minotauro. El estilo se hizo cada vez más dominante durante la segunda mitad del siglo VI a. C. Otra importante innovación fueron las inscripciones kalós, introducidas por primera vez por el Grupo E. El primer efebo así honrado fue un tal Stesias.